# بنكسية ملبدة المتاع
بنكسية ملبدة المتاع (الاسم العلمي: Banksia pilostylis) هي نوع نباتي يتبع جنس البنكسية من فصيلة البروطية.